# Chris Columbus
Christopher "Chris" Columbus (Spangler, Pensilvânia, 10 de setembro de 1958) é um diretor norte-americano.
Dirigiu Harry Potter e a Pedra Filosofal, o primeiro filme da série Harry Potter, e Harry Potter e a Câmara Secreta, o segundo da série. Ele parou de dirigir a série pois queria curtir sua família. Contudo, aceitou o convite de J.K. Rowling e ajudou a produzir o terceiro filme, Harry Potter e o Prisioneiro de Azkaban. Além dos dois primeiros da série Harry Potter, Chris dirigiu outros filmes famosos como Esqueceram de mim e Esqueceram de mim 2, e também dirigiu a adaptação da série infanto-juvenil de Rick Riordan, O Ladrão de Raios, lançado em 2010. Inicialmente esteve na direção de Five Nights at Freddy's, mas deixou as produções após conflitos criativos com a equipe, sendo substituído por Emma Tammi.

## Filmografia
- 1984 - Gremlins (roteirista)
- 1985 - The Goonies (roteirista)
- 1985 - Young Sherlock Holmes (roteirista)
- 1987 - Adventures in Babysitting (diretor)
- 1990 - Home Alone - Esqueceram de mim (diretor)
- 1991 - Only the Lonely (diretor e roteirista)
- 1992 - Home Alone 2: Lost in New York - Esqueceram de mim 2 (diretor)
- 1993 - Mrs. Doubtfire - Uma babá quase perfeita (diretor)
- 1995 - Nine Months (produtor, diretor e roteirista)
- 1996 - Jingle All the Way - Um herói de brinquedo (produtor)
- 1998 - Stepmom - Lado a Lado (produtor e diretor)
- 1999 - Bicentennial Man - O homem bicentenário (produtor e diretor)
- 2001 - Harry Potter and the Philosopher's Stone - Harry Potter e a Pedra Filosofal  (execução: produtor e diretor)
- 2002 - Harry Potter and the Chamber of Secrets - Harry Potter e a Câmara Secreta (execução: produtor e diretor)
- 2004 - Harry Potter and the Prisoner of Azkaban - Harry Potter e o Prisioneiro de Azkaban (produtor)
- 2005 - Fantastic Four - Quarteto Fantástico (produtor executivo)
- 2005 - Rent (diretor)
- 2006 - Night at the Museum - Uma noite no museu (produtor)
- 2007 - Fantastic Four: Rise of the Silver Surfer - Quarteto Fantástico e o Surfista Prateado (produtor)
- 2009 - Night at the Museum: Battle of the Smithsonian - Uma noite no Museu 2 (produtor)
- 2009 - I Love You, Beth Cooper (diretor)
- 2010 - Percy Jackson & the Olympians: The Lightning Thief - Percy Jackson e os Olimpianos: O Ladrão de Raios (diretor)
- 2011 - The Help - Histórias Cruzadas (produtor)
- 2013 - Percy Jackson & the Olympians: The Sea of Monsters - Percy Jackson e os Olimpianos: O Mar de Monstros (produtor)
- 2015 - Pixels (produtor e diretor)
- 2020 - The Christmas Chronicles 2 (produtor, diretor e roteirista)